# ددتایم استوریز
ددتایم استوریز (به انگلیسی: Deadtime Stories) یک بازی رایانه‌ای در سبک اشیاء پنهان می‌باشد که توسط آی-پلی تولید و توسط بیگ فیش گیمز توزیع گردیده است. فرض می‌شود این بازی حول محور شخصیت مرموزی به‌نام ادوارد بلک‌گیت و ارواح گمشده در گورستان شخصی او که «زندگی جاودان» نام دارد، می‌چرخد که بازیکن با این روح‌های گمشده ملاقات می‌کند و به‌ترتیب از اتفاقاتی که منجر به سقوط این روح‌ها شده، مطلع می‌شود.